# Liste der Kulturdenkmale in Karlsruhe
Die Liste der Kulturdenkmale in Karlsruhe hat zum Ziel, die unbeweglichen Bau- und Kunstdenkmale der Stadt Karlsruhe zu verzeichnen, die in der städtischen „Datenbank der Kulturdenkmale“ geführt sind. Die Stadt zählt mehr als 2500 Kulturdenkmale. Die Liste ist nach Stadtteilen untergliedert.

## Stadtteillisten
- Beiertheim-Bulach
- Daxlanden
- Durlach
- Grötzingen
- Grünwettersbach
- Grünwinkel
- Hagsfeld
- Hohenwettersbach
- Innenstadt-Ost
- Innenstadt-West
- Knielingen
- Mühlburg
- Neureut
- Nordstadt
- Nordweststadt
- Oberreut
- Oststadt
- Palmbach
- Rintheim
- Rüppurr
- Stupferich
- Südstadt
- Südweststadt
- Waldstadt
- Weiherfeld-Dammerstock
- Weststadt
- Wolfartsweier